# 仙台平原

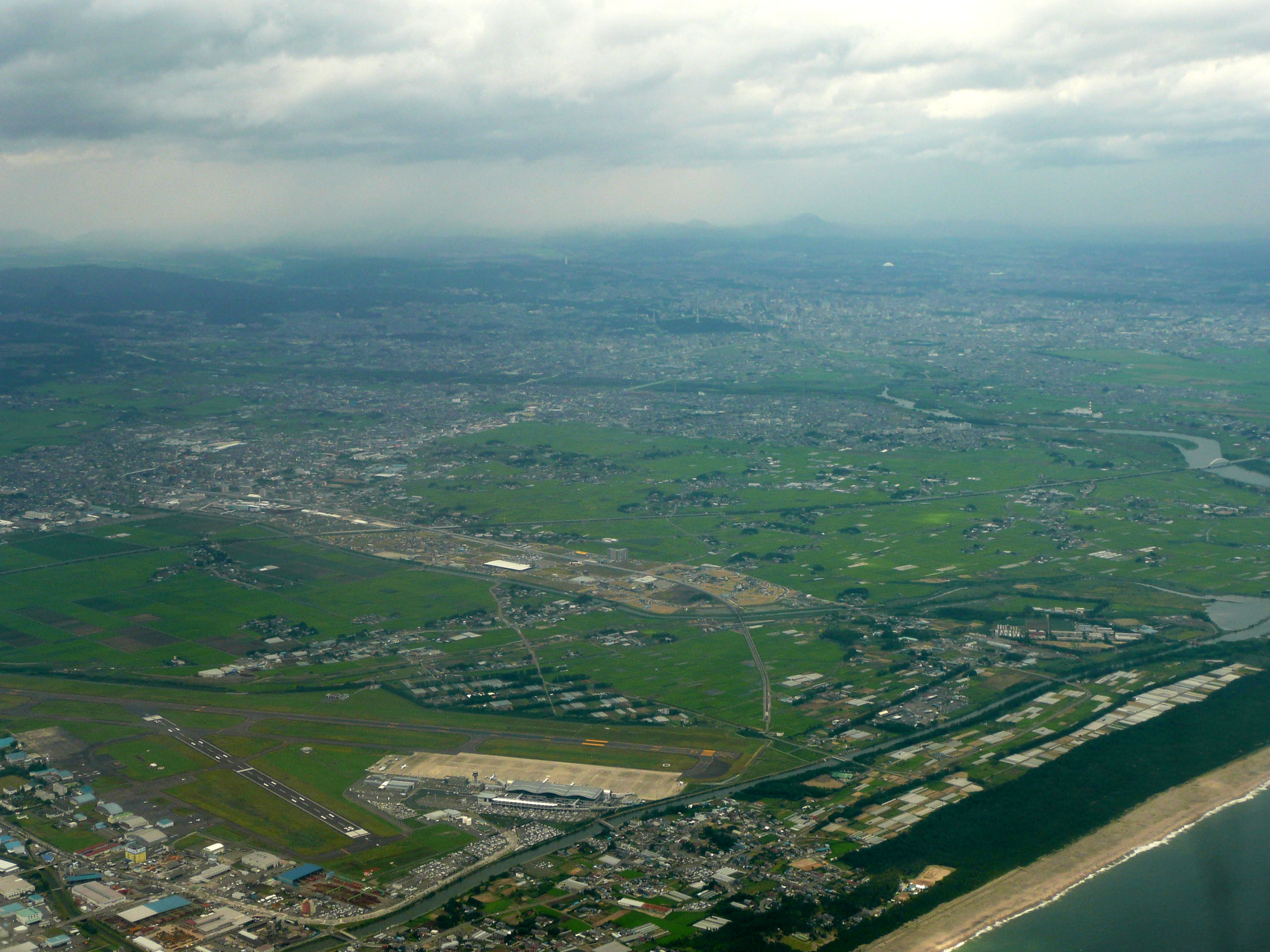
仙台平原

仙台平原（日语：仙台平野）是日本东北地方最大的平原。面积约有2000平方公里。广义的仙台平原包括从仙台湾到奥羽山脉全部，由于松岛丘陵的存在，将仙台平原分成仙北平原和仙南平原。一般意义上的仙台平原为仙北平原和仙南平原的总称，仙南平原为仙台都市圈所在地。其平原内的主要河流有阿武隈川，和北上川。而狭义的仙台平原仅仅指仙台市及其附近狭小的平原。

## 外部連結
- 仙台平野 （页面存档备份，存于） - Kotobank（日語）